# Agent voyer
Pour les articles homonymes, voir Voyer.
La formule agent voyer ou agent-voyer désigne, en France jusqu'à une date récente, un agent public chargé de gérer certains biens communaux, notamment la voirie communale.
Comme « alignement », le mot voyer appartient au lexique officiel de l’aménagement avant l’apparition du mot « urbanisme ».

## Histoire
Le mot « voyer » vient du latin viarius (de via, « route »), qui désigne un inspecteur des routes, les voies romaines (viae romanae).

### Ancien Régime en France
Sous l'Ancien Régime dans le royaume de France, c'est un officier (agent public propriétaire de son office) préposé à l’entretien des voies publiques. 

### XIXesiècle
La formule « agent voyer » devient usuelle au XIXe siècle (architecte-voyer dans les villes). 
Les agents voyers sont des fonctionnaires dépendant du ministère de l'Intérieur responsables de la construction et de l'entretien des chemins vicinaux, catégorie créée en 1836 par la loi Thiers-Montalivet (intermédiaires entre les routes départementales et les chemins communaux non classés). Il y aurait eu 3 500 techniciens ou ingénieurs, recrutés localement et organisés en agences départementales placées sous l'autorité des préfets (1836) puis du Conseil général (1867). En revanche, le réseau routier départemental et national (grande voirie) dépend du ministère des Travaux publics, direction des Ponts et Chaussées .
Les agents voyers peuvent, moyennant rémunérations accessoires, travailler pour le compte des municipalités. 

### XXesiècle
En 1940, la voirie vicinale passe sous l'égide des Ponts-et-Chaussées (puis des Directions départementales de l'Equipement). 
Un changement important intervient avec les lois de décentralisation à partir de 1982.

## Variantes lexicographiques
- Agent voyer municipal
- Agent voyer adjoint à l’Hôtel de ville
- Agent voyer en chef
- Agent voyer cantonal
- Agent voyer d'arrondissement
- Agent voyer en chef du département
- Architecte voyer de la Ville de Paris : corps d'architectes existant depuis 1895 et recrutés par concours de la fonction publique territoriale. Il existe à ce jour 70 architectes voyers (dont 24 femmes) exerçant dans différentes directions de la ville de Paris[5]

Le mot « voyer » se trouve aussi dans divers titres : grand voyer, commissaire voyer, inspecteur voyer, architecte voyer, ingénieur voyer.